# Nampo
Nampo (en hangul, 남포시; en hanja, 南浦; en McCune-Reischauer, Namp'o), oficialment Ciutat Especial de Nampo (en hangul, 남포특별시) és una ciutat de Corea del Nord, part de la província de Pyongan del Sud. Està situada en la costa oest de la península de Corea, a prop del mar Groc, i és el port més important del país. La localitat es troba en la desembocadura del riu Taedong i està a cinquanta quilòmetres de la capital Pyonyang, amb la qual està connectada per via fluvial. El mar està separat del riu per la presa de l'Oest, una obra arquitectònica de 15 quilòmetres. Va tenir un govern directe des de 1980 fins a 2004, quan l'executiu nord-coreà va canviar el seu estatus pel de ciutat especial adscrita a la regió de Pyongan.

## Història
Nampo va ser un humil poble de pescadors fins que l'any 1897 es va habilitar el seu ús com a port de comerç exterior, estratègic en limitar amb el mar Groc i estar prop del riu Taedong. Tres anys abans, els japonesos havien establert allà una petita base logística. Al començament del segle XX se li va dotar d'infraestructures bàsiques per impulsar el seu creixement.
Quan va finalitzar l'ocupació japonesa, Nampo va quedar sota jurisdicció del que avui és Corea del Nord, ocupada per la Unió Soviètica i després governada per Kim Il-sung. Durant la Guerra de Corea va ser un port estratègic i es va convertir en la caserna general de la Marina Popular de Corea per a la seva flota en el mar Groc. El govern nord-coreà va incrementar les inversions en el port de Nampo per convertir-ho en un centre de comerç exterior amb països aliats com la URSS i la República Popular Xina, la qual cosa va impulsar la indústria naval de la zona. El vaixell espia nord-americà USS Pueblo, capturat a Wonsan en l'any 1968, va ser traslladat a Nampo un any després i des de llavors roman allí.
A la fi de 1979 va ser designada com a ciutat directament governada, dins de la reforma administrativa nacional aplicada llavors a Corea del Nord. Entre 1981 i 1986 es va construir la presa de l'oest (Nampo Dam) per controlar el tràfic marítim entre la desembocadura del riu Taedong i el mar Groc. En l'any 1998 es van concloure les obres de l'autopista cap a Pyonyang. Des de 2004 té l'estatus de ciutat especial adscrita a la regió de Pyongan del Sud.

## Geografia
Nampo es troba en la riba nord del riu Taedong, exactament a 15 quilòmetres a l'est de la desembocadura del riu. Malgrat que té un clima continental monsònic i abundant terreny plà, l'agricultura a la zona s'ha vist limitada per l'escassetat de precipitacions i la falta d'aigua dolça, quelcom provocat en part per la construcció de la presa de l'oest.

### Clima
| Paràmetres climàtics mitjans de Namp'o | Paràmetres climàtics mitjans de Namp'o | Paràmetres climàtics mitjans de Namp'o | Paràmetres climàtics mitjans de Namp'o | Paràmetres climàtics mitjans de Namp'o | Paràmetres climàtics mitjans de Namp'o | Paràmetres climàtics mitjans de Namp'o | Paràmetres climàtics mitjans de Namp'o | Paràmetres climàtics mitjans de Namp'o | Paràmetres climàtics mitjans de Namp'o | Paràmetres climàtics mitjans de Namp'o | Paràmetres climàtics mitjans de Namp'o | Paràmetres climàtics mitjans de Namp'o | Paràmetres climàtics mitjans de Namp'o |
| -------------------------------------- | -------------------------------------- | -------------------------------------- | -------------------------------------- | -------------------------------------- | -------------------------------------- | -------------------------------------- | -------------------------------------- | -------------------------------------- | -------------------------------------- | -------------------------------------- | -------------------------------------- | -------------------------------------- | -------------------------------------- |
| Mes                                    | Gener                                  | Febrer                                 | Març                                   | Abril                                  | Maig                                   | Juny                                   | Juliol                                 | Agost                                  | Setembre                               | Octubre                                | Novembre                               | Desembre                               | Anual                                  |
| Temperatura Màxima Mitjana (Cº)        | -2.2                                   | 0.6                                    | 6.7                                    | 14.4                                   | 20.6                                   | 24.4                                   | 26.7                                   | 27.2                                   | 23.3                                   | 17.2                                   | 8.9                                    | 1.7                                    | 14.1                                   |
| Temperatura Mínima Mitjana (Cº)        | -7.8                                   | -5.6                                   | 0                                      | 6.1                                    | 12.2                                   | 17.2                                   | 21.1                                   | 21.1                                   | 16.1                                   | 9.4                                    | 2.2                                    | -4.4                                   | 7.3                                    |
| Precipitació total (mm)                | 12.7                                   | 12.7                                   | 25.4                                   | 43.2                                   | 71.1                                   | 81.3                                   | 261.6                                  | 221                                    | 109.2                                  | 43.2                                   | 40.6                                   | 20.3                                   | 942.3                                  |

## Administració

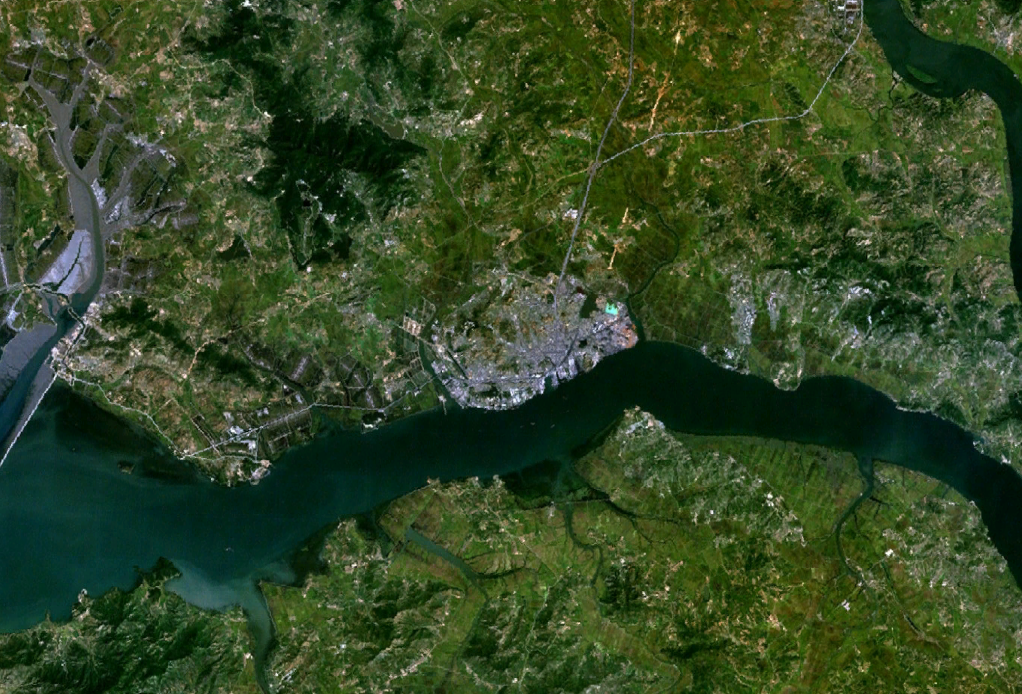
Imatge via satèl·lit del port de Nampo.

Namp'o està dividida en cinc districtes (guyŏk) i dos comtats (gun)
- Districte Waudo (와우도구역)
- Districte Hanggu (항구구역)
- Districte Chŏllima (천리마구역)
- Districte Kangsŏ (강서구역)
- Districte Taean (대안구역)
- Comtat Ryonggang (룡강군)
- Comtat Onchŏn (온천군)

## Economia
La base del comerç de Namp'o és el seu port marítim, connectat amb l'interior del país per carretera, via fluvial i ferrocarril. La construcció de la presa de l'Oest té 36 rescloses i tres grans càmeres de bloqueig que permeten el pas de vaixells amb càrregues superiors als 50.000 DWT segons els seus responsables, encara que en el port solament s'acullen vaixells amb càrrega de 20.000 DWT. El canal del riu oscil·la entre els 6,4 i 7,6 metres de profunditat, i ofereix ancoratge des d'11 fins a 12 metres. El moll de càrrega té una profunditat de 7,1 a 9,1 metres. La Marina Popular de Corea va establir la seva caserna general allí durant la Guerra de Corea, la qual cosa ha permès desenvolupar la indústria naval, i entorn de l'activitat portuària s'ha desenvolupat l'economia, sota el control del govern nord-coreà. Allí es troben el complex de fosa, la companyia del vidre, el complex pesquer, la seu del fabricador d'automòbils Pyeonghwa Motors i altres fàbriques locals. Al nord de la ciutat hi ha empreses per al transport de mercaderies, productes de pesca i una fàbrica de sal. Les pomes conreades en el districte de Ryonggang són un famós producte local.